# Kadir Kaan Özdemir
Kadir Kaan Özdemir (* 1. März 1998 in Istanbul) ist ein türkischer Fußballspieler.

## Karriere

### Verein
Özdemir durchlief die Nachwuchsabteilung Fenerbahçe Istanbuls und erhielt hier im Januar 2017 einen Profivertrag. Bis zum Februar 2017 absolvierte Özdemir drei Pokalpartien für Fenerbahçe und wurde dann für den Rest der Saison an den Istanbuler Drittligisten Tuzlaspor ausgeliehen.
In der Sommerperiode 2017/18 wurde er vom Erstligisten Konyaspor verpflichtet. Mit diesem Verein, dem amtierenden Türkischen Pokalsieger, wurde er Türkischer Supercup-Sieger 2017.

### Nationalmannschaft
Özdemir begann seine Nationalmannschaftskarriere 2012 mit einem Einsatz für die türkische U-15-Nationalmannschaft. Mit der türkischen U-16-Nationalmannschaft nahm er 2014 am Kaspischen Pokal und am Ägäis-Pokal teil und wurde bei beiden Turnieren mit seinem Team Zweiter.
Anschließend spielte er bis zur türkischen U-19-Nationalmannschaft für alle Altersstufen seines Landes.

## Erfolge
Mit Konyaspor
- Türkischer Supercup-Sieger: 2017

Mit der türkischen U-16-Nationalmannschaft
- Zweiter im Ägäis-Pokal: 2014
- Zweiter im Kaspischen Pokal: 2014